# Минский подшипниковый завод
Минский подшипниковый завод (ОАО «МПЗ», бел. Мінскі падшыпнікавы завод) — машиностроительное предприятие в Минске. Основан в 1948 году как Государственный подшипниковый завод № 11 (ГПЗ-11). Крупнейший производитель подшипников в Беларуси. Входит в холдинг «Белорусская металлургическая компания» под управлением «БМЗ».

## История

### Советский период
Предприятие начли строить в 1948 году. 13 августа 1951 года на заводе был собран первый подшипник. 13 января 1982 года завод выпустил миллиардный белорусский подшипник.
Завод награждён орденом Трудового Красного Знамени. Коллектив завода несколько раз награждался переходящим Красным знаменем ЦК КПСС, Совета министров СССР, ВЦСПС и ЦК ВЛКСМ. По итогам 1984 года ГПЗ-11 наградили переходящим Красным знаменем победителя Всесоюзного социалистического соревнования с занесением на «Всесоюзную доску почёта» на ВДНХ СССР.

### Постсоветское время
После распада СССР завод для сохранения объёмов производства приступил к работе по расширению производимой гаммы подшипников, в том числе и для удовлетворения потребностей внутреннего рынка. В результате номенклатура производимых подшипников увеличилась со 150 типоразмеров до 700. Объём выпуска подшипников на заводе составляет около 6 млн штук в год.
Однако управленческие просчёты и неудачная модернизация производства, начатая в 2009 году, привели к ухудшению экономического положения предприятия (по состоянию на 2017 год сумма всех задолженностей перед банками, за материалы и энергоресурсы достигла 480 миллионов долларов США).
12 мая 2023 года Украина ввела санкции против Минского подшипникового завода. В январе 2025 года к санкциям против завода присоединилась Канада.

## Продукция
Под маркой MPZ выпускаются более 600 моделей подшипников: от диаметра 10 миллиметров и массой 19 грамм до диаметра 980 миллиметров и весом до 880 килограмм, для разных отраслей промышленности, в том числе для станко- и машиностроения, горнодобывающей, нефтегазовой, лесообрабатывающей промышленности, металлургии, энергетики и самолётостроения.
ОАО «МПЗ» изготавливает на заказ поковки, заготовки колец, а также товары народного потребления (направляющие для мебели, заготовки ключей, топоры).